# Ella (novel·la)
Ella, una història d'aventura (anglès: "She, A History of Adventure") és una novela fantàstica de Henry Rider Haggard que aprimer aparegué com a sèrie en la revista The Graphic d'octobre 1886 a gener de 1887. Ella és un dels clàssics de literatura imaginativa, amb més de 863 milions d'exemplars venuts en 44 idiomes diferents i és un dels llibres més venuts de la història. Tingué un gran èxit quan va publicar-se i des de llavors mai ha deixat d'editar-se.

## Traduccions al català
- Josep Maria Millàs-Raurell - Ella, vol. I.
- Carles Riba i Bracons: - Ella, vol. II. Barcelona: Llibreria Catalònia (1931).